# 독일의 위헌 조직
독일 형법에서 위헌 조직(違憲組織, 독일어: verfassungswidriger Organisationen)은 독일의 연방헌법재판소에 의하여 위헌으로 선언된 정당 또는 그와 같은 정당의 대체조직임이 확정된 정당이나 단체이다. 독일 형법 86조는 나치 기호와 같은 위헌 조직의 상징 도안을 사용할 수 없도록 규정하고 있다.

## 위헌조직 판례
- 사회주의국가당(1952년 위헌 판결)[1]
- 독일 공산당(KPD, 1956년 위헌 판결): 1968년에 대체조직이 합법화되었다.[2]

## 같이 보기
- 대한민국의 반국가단체
- 대한민국의 이적단체
- 위헌정당 해산제도
- 헌법
- 반나치법안
- de:Verbreiten von Propagandamitteln verfassungswidriger Organisationen